# Becrux
Coordenadas:  12h 47m 43.26877s, −59° 41′ 19.5792″
Beta Crucis (β Cru, β Crucis), também conhecida como Becrux ou Mimosa, é a segunda estrela mais brilhante da constelação de Crux e a 19ª do céu noturno, com uma magnitude aparente de 1,25. É parte do proeminente asterismo do Cruzeiro do Sul, que aparece em diversas bandeiras nacionais. Localiza-se muito ao sul para ter um nome próprio tradicional, atribuído pelos povos antigos. O nome Becrux é uma contração da letra grega Beta e da palavra Crux, enquanto Mimosa é uma designação mais recente, possivelmente em referência à flor homônima.

## Propriedades
Com base em medições de paralaxe, Beta Crucis está localizada a aproximadamente 280 anos-luz (86 pc) da Terra. Em 1957, o astrônomo alemão Wulff-Dieter Heintz descobriu que a estrela é uma binária espectroscópica com componentes que estão muito próximos um do outro para serem diferenciados por telescópio. O par completa uma órbita a cada 5 anos com uma separação estimada que varia entre 5,4 e 12,0 UA. O sistema possui uma idade de apenas 8 a 11 milhões de anos.
A estrela primária, Beta Crucis A, é uma estrela massiva com cerca de 16 vezes a massa solar. Sua velocidade de rotação projetada é de cerca de 35 km/s, mas como a inclinação da estrela é baixa, a velocidade de rotação real é muito maior, cerca de 120 km/s. Com um raio de cerca de 8,4 vezes o raio solar, isso significa que a estrela tem um período de rotação de apenas 3,6 dias.
Beta Crucis A é uma estrela variável do tipo Beta Cephei, variando alguns de milésimos de magnitude com períodos de 4,588, 4,028, 4,386, 6,805 e 8,618 horas. Tem um tipo espectral incerto, com fontes indicando B0.5 III, o que a tornaria uma estrela gigante, B0.5 IV, uma subgigante, e até B2 V, uma estrela da sequência principal. Sua atmosfera externa irradia 34 000 vezes a energia do Sol a uma temperatura efetiva de cerca de 27 000 K, o que lhe dá um tom azul-branco característico de estrelas de classe B. Está gerando um forte vento estelar e provavelmente está perdendo cerca de 10–8 vezes a massa do Sol por ano, o equivalente à massa do Sol a cada 100 milhões de anos O vento está saindo do sistema com uma velocidade de 2 000 km/s ou mais.
O componente secundário do sistema pode ser uma estrela da sequência principal de classe B2. Em 2007, um terceiro componente foi descoberto, que pode ser uma estrela pré-sequência principal de baixa massa. A uma separação de pelo menos 350 UA, leva no mínimo 1 600 anos para completar uma órbita. Emissões de raio-X dessa estrela foram detectadas no Observatório de raios-X Chandra. Duas outras estrelas, localizadas a 44 e 370 segundos de arco, provavelmente são companheiras ópticas que não estão associadas fisicamente ao sistema. O sistema Beta Crucis pode ser membro do sub-grupo Centaurus Inferior-Crux da Associação Scorpius-Centaurus, uma associação estelar de estrelas que possuem origem similar.

## Na cultura
Em chinês, 十字架 (Shí Zì Jià), significando Crux, refere a um asterismo que consiste de β Crucis, γ Crucis, α Crucis e δ Crucis. β Crucis em si é conhecida como 十字架三 (Shí Zì Jià sān, a Terceira Estrela da Cruz.).
Mimosa é representada nas bandeiras da Austrália, Nova Zelândia e Papua-Nova Guiné como uma das cinco estrelas que compõem o Cruzeiro do Sul. Na bandeira do Brasil, ela representa o estado do Rio de Janeiro.